# Trnava (okres Třebíč)
Obec Trnava (německy Trnawa, Tirnau, starší názvy Trnawa, Trnavá) se nachází v okrese Třebíč v Kraji Vysočina. Žije zde 762 obyvatel. Obec leží na soutoku potoků Březinka a Klapůvka přibližně 5 km severně od Třebíče, v nadmořské výšce 428 m.
Sousedními obcemi sídla jsou Vladislav, Valdíkov, Třebíč, Horní Vilémovice, Nárameč, Rudíkov a Přeckov.

## Historie
První písemná zmínka pochází z roku 1101, kdy je obec zmíněna v zakládací listině kláštera v Třebíči, již v pravěku však obec byla křižovatkou obchodních cest, doloženo to je nálezy bronzových předmětů v obci a jejím okolí. V roce 1376 byla vesnice zastavena Opolkovi z Trnávky.
Roku 1478 se dostala Trnava z majetku kláštera a stala se majetkem panství, prvními majiteli byli Vaněk z Lomnice a Vilém z Pernštejna. V roce 1525 Pernštejnové prodali třebíčské panství Alchrebovi Černohorskému z Boskovic, ale již roku 1555 získal panství Jan z Pernštejna, jeho syn Vratislav z Pernštejna však již roku 1557 prodal panství Burianovi Osovskému z Doubravice, následně panství vlastnil jeho syn Smil Osovský z Doubravice, který zemřel roku 1613 a majetek tak získala Kateřina z Valdštejna. Ta se vdala za Karla ze Žerotína, Žerotínové byli majitelé panství až do roku 1629, kdy museli odejít do exilu. Kateřina předala panství Adamovi z Valdštejna.
V roce 1620 byla zahájena stavba kostela Nejsvětější Trojice, kostel v nynější podobě byl postaven mezi lety 1715 a 1720, lokálie byla zřízena však až v roce 1785. V letech 1713–1716 byla Trnava postižena morem, stejně tak mezi lety 1832 a 1836.
V roce 1808 byla postavena školní budova, do té doby se vyučovalo v jednom z trnavských domů. V roce 1875 byla postavena nová dvoutřídní škola. V roce 1934 byla škola rozšířena na trojtřídní, mezi roky 1994 a 1995 byla školní budova kompletně opravena. V roce 1887 byla založena knihovna a roku 1904 byl založen spolek hasičů.
Roku 1872 bylo v obci nalezeno mnoho rakouských denárů a stříbrně mince, v roce 1972 pak byl nalezen poklad (české groše z doby Václava IV., uherské dukáty císaře Zikmunda Lucemburského, rakouské a bavorské feniky) při stavbě kulturního domu. Ukrytí pokladu se datuje do 40. let 15. století a nyní je k nahlédnutí v Muzeu Vysočiny Třebíč. V roce 1942 byly z kostela rekvírovány zvony.
V roce 2003 byl postaven obchvat obce.
Do roku 1849 patřila Trnava do třebíčského panství, od roku 1850 patřila do okresu Jihlava, pak od roku 1855 do okresu Třebíč. Do roku 1867 byl součástí Trnavy Ptáčov a do roku 1882 i Pocoucov.

## Farnost a školství
Stavba nekatolické modlitebny byla zahájena roku 1618. V pozdějších letech došlo k její přestavbě na katolický kostel, který byl zasvěcen apoštolům sv. Petru a Pavlu. První písemné zmínky o trnavském školství se datují k roku 1812, kdy byla zřízena první škola. V současnosti se v obci vyučuje v mateřské škole a v základní škole do 5. ročníku.

## Obecní spolky
Z obecních spolků aktivně působí Sbor dobrovolných hasičů založený již v roce 1904. V letech 1991 až 2002 jej nejvíce proslavily dorostenky a ženy, které získaly 11 titulů mistryň ČR v požárním sportu. Mezi další spolky patří Tělovýchovná jednota, Klub českých turistů a Honební společenstvo Trnava.

## Příroda
Trnava leží v přírodním parku Třebíčsko, kde se křižují turistické a cykloturistické stezky. Východně od vsi se nachází přírodní památka Kobylinec s výskytem koniklece velkokvětého. Na území obce se vyskytuje i několik rybníků s možností koupání.

## Služby
Návštěvníci mohou využít místní víceúčelové hřiště, dětské hřiště, občerstvení v pohostinství a minimarketu s bufetem nebo nocleh v turistické ubytovně.

## Politika

### Volby do Poslanecké sněmovny
|       | 2006                | 2010                | 2013                | 2017                | 2021                  |
| ----- | ------------------- | ------------------- | ------------------- | ------------------- | --------------------- |
| 1.    | ČSSD (30,39 %)      | ČSSD (22,22 %)      | KSČM (20,73 %)      | ANO (29,7 %)        | SPOLU (31,66 %)       |
| 2.    | KDU-ČSL (21,27 %)   | TOP 09 (14,92 %)    | ANO 2011 (18,59 %)  | KDU-ČSL (15,25 %)   | ANO (30,07 %)         |
| 3.    | ODS (19,14 %)       | KSČM (14,28 %)      | ČSSD (17,68 %)      | SPD (10,08 %)       | Piráti+STAN (10,55 %) |
| účast | 67,42 % (329 z 488) | 63,64 % (315 z 495) | 64,01 % (329 z 514) | 66,37 % (368 z 556) | 69,58 % (382 z 549)   |

### Volby do krajského zastupitelstva
|      | 1.                | 2.                 | 3.                       | účast               |
| ---- | ----------------- | ------------------ | ------------------------ | ------------------- |
| 2000 | KSČM (32,14 %)    | 4KOALICE (27,14 %) | SNK (17,14 %)            | 31,71 % (143 z 451) |
| 2004 | KSČM (25,89 %)    | KDU-ČSL (23,02 %)  | ODS (17,26 %)            | 28,74 % (140 z 487) |
| 2008 | ČSSD (38,16 %)    | KSČM (19,32 %)     | KDU-ČSL (13,04 %)        | 41,32 % (207 z 501) |
| 2012 | ČSSD (24,41 %)    | KSČM (19,76 %)     | KDU-ČSL (15,69 %)        | 34,95 % (180 z 515) |
| 2016 | KDU-ČSL (20,57 %) | ANO 2011 (18,18 %) | ČSSD (13,39 %)           | 38,56 % (209 z 542) |
| 2020 | KDU-ČSL (22,33 %) | ANO (20,81 %)      | Piráti (10,65 %)         | 36,23 % (200 z 552) |
| 2024 | ANO (40,21 %)     | KDU-ČSL (11,64 %)  | ODS+TOP 09+STO (11,11 %) | 33,22 % (190 z 572) |

### Prezidentské volby
V prvním kole prezidentských voleb v roce 2013 první místo obsadil Miloš Zeman (104 hlasů), druhé místo obsadil Jan Fischer (58 hlasů) a třetí místo obsadil Karel Schwarzenberg (57 hlasů). Volební účast byla 68,42 %, tj. 351 ze 513 oprávněných voličů. V druhém kole prezidentských voleb v roce 2013 první místo obsadil Miloš Zeman (214 hlasů) a druhé místo obsadil Karel Schwarzenberg (106 hlasů). Volební účast byla 62,26 %, tj. 320 ze 514 oprávněných voličů.
V prvním kole prezidentských voleb v roce 2018 první místo obsadil Miloš Zeman (160 hlasů), druhé místo obsadil Jiří Drahoš (82 hlasů) a třetí místo obsadil Pavel Fischer (63 hlasů). Volební účast byla 69,55 %, tj. 386 ze 555 oprávněných voličů. V druhém kole prezidentských voleb v roce 2018 první místo obsadil Miloš Zeman (218 hlasů) a druhé místo obsadil Jiří Drahoš (169 hlasů). Volební účast byla 71,06 %, tj. 387 ze 546 oprávněných voličů.
V prvním kole prezidentských voleb v roce 2023 první místo obsadil Andrej Babiš (148 hlasů), druhé místo obsadil Petr Pavel (114 hlasů) a třetí místo obsadila Danuše Nerudová (83 hlasů). Volební účast byla 77,02 %, tj. 429 ze 557 oprávněných voličů. V druhém kole prezidentských voleb v roce 2023 první místo obsadil Petr Pavel (229 hlasů) a druhé místo obsadil Andrej Babiš (183 hlasů). Volební účast byla 75,05 %, tj. 412 ze 549 oprávněných voličů.

## Zajímavosti a pamětihodnosti

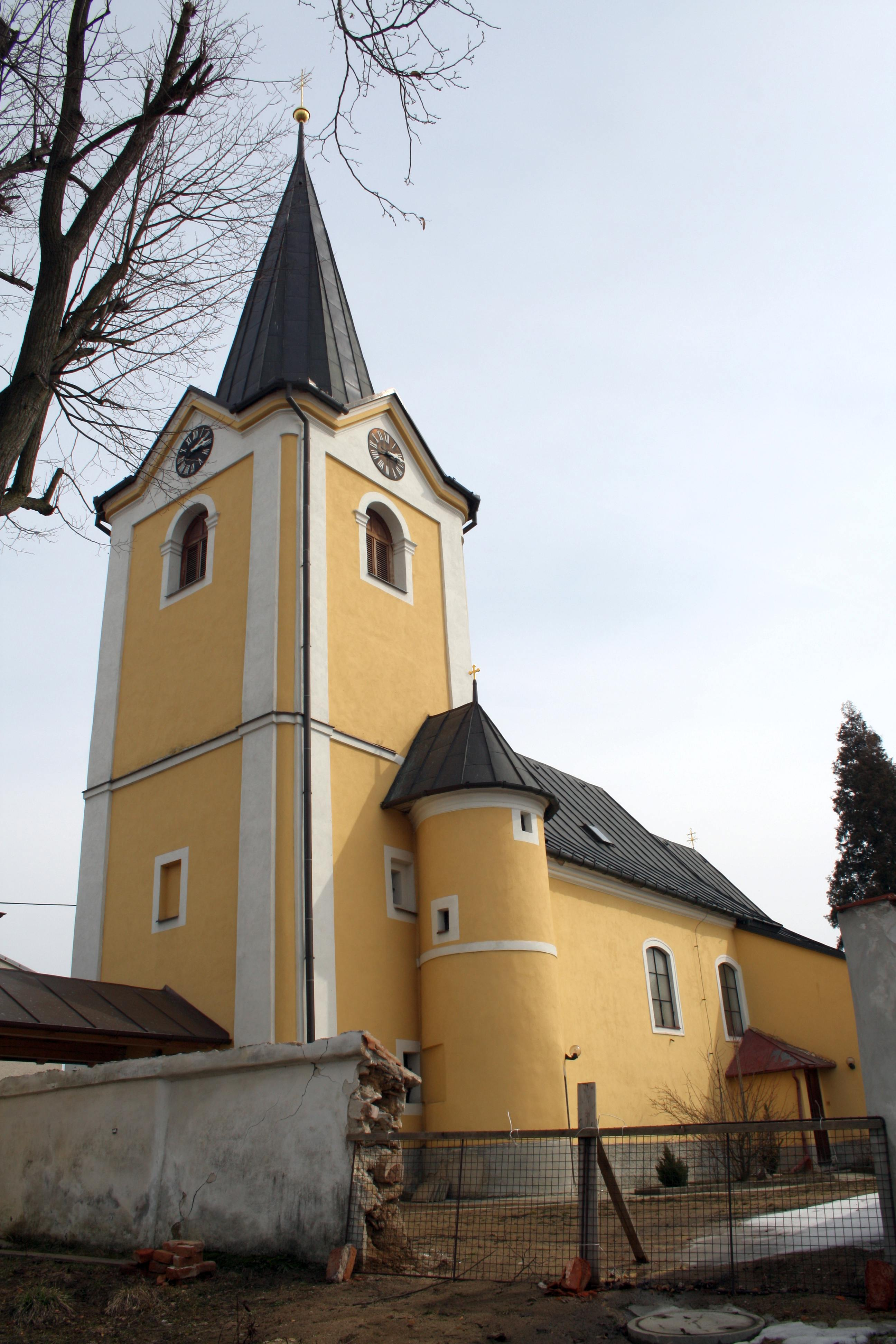
Kostel sv. Petra a Pavla

- Základní škola postavená roku 1885
- Kostel svatého Petra a Pavla
- Kobylinec – přírodní památka nedaleko obce

## Osobnosti
- Václav Lysák (1895–1942), voják
- František Pacal (1892–?), legionář
- Emil Sedlák (1910–?), úředník a voják
- Zdeněk Střítecký (* 1969), politik a právník
- Jiří Šrogl (* 1937), chemik a pivovarník
- Miroslav Šrogl (1935–1976), mikrobiolog